# Cerynea mesophaea
Cerynea mesophaea är en fjärilsart som beskrevs av George Francis Hampson. Cerynea mesophaea ingår i släktet Cerynea och familjen nattflyn. Inga underarter finns listade i Catalogue of Life.